# Nicolaas Tates
Nicolaas Tates (Zaandam, 5 mei 1915 - aldaar, 25 december 1990) was een Nederlands kanovaarder.
Tates nam samen met Wim van der Kroft deel aan de Olympische Zomerspelen in 1936 in de K2 op de 1000 meter. Het duo won een bronzen medaille. Hij was lid van De Geuzen in Zaandam.